# Flughafen Chadron

i8
i11
i13
Der Chadron Municipal Airport (IATA-Code: CDR, ICAO-Code: KCDR) ist ein öffentlicher Flughafen, 7 km westlich von Chadron, Dawes County im Nebraska in den Vereinigten Staaten.

## Flughafendaten
Er hat zwei Betonpisten: eine mit 1828 m Länge und 30 m Breite und eine von 1341 m Länge und 23 m Breite. Die Fläche des Flughafens beträgt 290 ha. Die Seehöhe beträgt 1005 m.

## Geschichte
Der Chadron Municipal Airport wurde im April 1940 eröffnet.
Western Airlines führte hier die ersten Linienflüge 1956 durch. Frontier Airlines kam 1959 mit Flügen von Kansas City und Lincoln mit Douglas DC-3 oder Convair CV-580.
Ab 1972 ersetzte Frontier Airlines die zuvor benutzten Beechcraft Model 99 mit de Havilland Canada DHC-6 Twin Otter nach Alliance.
Im Jahre 1985 flog Pioneer Airlines als Continental Express mit Beechcraft Model 99 nach Alliance. Im Jahr 1989 folgte GP Express Airlines mit Cessna 402 bzw. 1991 mit Beechcraft Model 99.

## Essential Air Service
Ab dem Jahr 2015 flog Boutique Air im Rahmen des Essential Air Service  nach Alliance und Denver.
Nachfolger wurde 2019 Denver Air Connection, die zwölfmal mal die Woche die Verbindung nach Denver betreibt.
Im Jahre 2021 erhielt Southern Airways Express einen Zweijahresvertrag welcher um weitere zwei Jahre verlängert wurde.

## Flugbetrieb
Im Jahre 2022 wurden 3641 Passagiere befördert. Im Jahr 2020 fanden 7665 Flugbewegungen statt, davon 2376 lokale Bewegungen, 2913 Zwischenlandungen, 667 Air-Taxi-Flüge, 1249 Frachtflüge und 460 militärische Flüge. In diesem Jahr waren hier 12 einmotorige Flugzeuge stationiert.